# Siły wewnętrzne
Siły wewnętrzne – siły występujące pomiędzy elementami rozważanego układu ciał. Układ taki może być tworzony z części tego samego ciała jeżeli zostanie ono myślowo podzielone na części. Podzielone ciało rozważane jest jako dwa ciała. Nazwa siły wewnętrzne odróżnia je od oddziaływań zewnętrznych, pochodzących spoza tego układu.

## W teorii konstrukcji

– siły wewnętrzne w przekroju ciała

W teorii konstrukcji siły wewnętrzne, nazywane również siłami przekrojowymi, są siłami wzajemnego oddziaływania części (fragmentów) ciała, powstałych w wyniku rozdzielenia tego ciała, na dwie części.
Przykładem są siły wewnętrzne działające w przekroju {\displaystyle A} ciała z rys. 1 – są to: wektory główne sił przekrojowych {\displaystyle \mathbf {\vec {W}} \!_{A}} oraz wektory główne momentów przekrojowych {\displaystyle \mathbf {\vec {M}} _{A},} otrzymane w wyniku redukcji układu sił do bieguna {\displaystyle A.}
Zgodnie z III zasadą dynamiki, na przekroje obu rozdzielonych części ciała działają takie same co do wartości i kierunku, ale o przeciwnym zwrocie: dwójka sił przekrojowych {\displaystyle \mathbf {\vec {W}} \!_{A}} oraz dwójka momentów przekrojowych {\displaystyle \mathbf {\vec {M}} _{A}.}

## W wytrzymałości materiałów
W wytrzymałości materiałów są to siły pojawiające się wewnątrz ciała jako skutek działania sił zewnętrznych. Stąd też siły wewnętrzne traktuje się jako siły bierne, a obciążenia zewnętrzne jako siły czynne.
W ciele poddanym siłom zewnętrznym można dokonać dowolnego przekroju – np. {\displaystyle \mathbf {A} } jak na rys. 1. Przekrój ten można podzielić na skończoną liczbę obszarów i dla każdego z nich wprowadzić siłę wewnętrzną {\displaystyle \mathbf {\vec {W}} .} Otrzymany w ten sposób układ sił daje się zredukować do dwójki wektorów po każdej ze stron przekroju – siły {\displaystyle \mathbf {\vec {W}} \!_{A}} zwanej wektorem głównym (siłą przekrojową) oraz momentu {\displaystyle \mathbf {\vec {M}} _{A}} zwanego momentem głównym (momentem przekrojowym). W rzeczywistości siły te nie występują w postaci sił skupionych w jednym punkcie (biegunie) przekroju, ale przekazywane są w postaci naprężeń przez jego powierzchnię. Siły przekrojowe {\displaystyle \mathbf {\vec {W}} \!_{A}} i {\displaystyle \mathbf {\vec {M}} _{A}} są wypadkowymi wywołanych naprężeniami, zebranymi w jednym punkcie {\displaystyle A,} zwanym biegunem redukcji. Dwójki wektorów dla każdej strony przekroju mają ten sam kierunek, są równe co do wartości (długość wektora), lecz przeciwnie skierowane (mają przeciwne zwroty), gdy układ jest rozpatrywany jako całość, ich suma wektorowa jest równa zeru.

## Dla elementów prętowych

Siły wewnętrzne w przekroju A-A belki obciążonej w płaszczyźnie pionowej

Siły przekrojowe wyznacza się w obliczeniach konstrukcji różnego rodzaju (płaskich i przestrzennych), takich jak: belki, kratownice, ramy, łuki, ruszty, płyty, tarcze, powłoki. 
W przypadku oblicza się siły w przekrojach poprzecznych, prostopadłych do osi prętów i rozróżnia się je w zależności od tego, jak działają w stosunku do osi pręta i jego przekroju.
Dla elementów prętowych można przyjąć następujący układ współrzędnych: oś {\displaystyle 0z} jest osią pręta, a płaszczyzna {\displaystyle 0xy} jest płaszczyzną przekroju prostopadłą do osi {\displaystyle 0z.}
W przypadku gdy elementy prętowe konstrukcji i jej obciążenia leżą w jednej płaszczyźnie, mówi się o płaskim ustroju prętowym. W takim przypadku 3 niezerowe siły wewnętrzne (rys. 2) leżą w płaszczyźnie ustroju:
- siła osiowa {\displaystyle N} – prostopadła (normalna) do przekroju, działająca wzdłuż osi pręta {\displaystyle 0z;}
- siła tnąca {\displaystyle T} – styczna do przekroju, zwana poprzeczną, gdyż działa poprzecznie do osi pręta (w kierunku {\displaystyle 0y});
- moment zginający {\displaystyle M} – „gnący” względem osi {\displaystyle 0x} prostopadłej do płaszczyzny ustroju.

Przykładami ustrojów płaskich są: belka, rama płaska, krata płaska, łuk płaski.
W przypadku kratownic (płaskiej i przestrzennej) siły przekrojowe redukują się tylko do sił osiowych {\displaystyle N.}
Ruszt tworzą poziome, krzyżujące się w dwóch kierunkach (np. {\displaystyle 0x,\;0z}) pręty obciążone pionowo. W ich przekrojach wstępują 3 wielkości wewnętrzne:
- siła poprzeczna {\displaystyle T} – działa w kierunku pionowym,
- moment zginający {\displaystyle M} – zgina względem osi poziomej, prostopadłej do osi pręta,
- moment skręcający {\displaystyle M_{s}} – względem osi pręta.

W przestrzennych ustrojach prętowych, których elementy i obciążenia są dowolnie położone w przestrzeni, różne od zera są wszystkie wielkości wewnętrzne (3 siły i 3 momenty):
- siła osiowa {\displaystyle N} – prostopadła (normalna) do przekroju, czyli działająca wzdłuż osi pręta {\displaystyle 0z;}
- moment skręcający {\displaystyle M_{z}} – „kręcący” wokół osi pręta {\displaystyle 0z,} w płaszczyźnie {\displaystyle 0xy} (oznaczany też {\displaystyle M_{s}});
- dwie, prostopadłe do siebie, siły poprzeczne (tnące) {\displaystyle T_{x}} i {\displaystyle T_{y}} – działające w kierunkach {\displaystyle 0x\;i\;0y} prostopadłych do osi pręta {\displaystyle 0z;}
- dwa momenty zginające {\displaystyle M_{y}\;i\;M_{x}} – „gnące” wokół osi oznaczonych indeksami.

Pojęcie siły wewnętrznej istotne jest dla zdefiniowania pojęcia naprężenia. To naprężenia są faktycznymi wielkościami występującymi w przekrojach prętów. Siły wewnętrzne są jedynie wypadkowymi odpowiednich naprężeń, „zesumowanych” po powierzchni przekroju.